# Хородло (гмина)
Хородло (пол. Horodło, рус. Городло) — сельская гмина (волость) в Польше, входит как административная единица в Хрубешувский повет, Люблинское воеводство. Население — 5762 человека (на 2004 год).

## Сельские округа
1. Бережница
2. Хородло
3. Копылув
4. Порай
5. Лиски
6. Кобло-Колёня
7. Чолки
8. Янки
9. Матче
10. Цегельня
11. Лушкув
12. Хребенне
13. Рогалин
14. Стшижув
15. Зосин

## Соседние гмины
1. Гмина Бялополе
2. Гмина Дубенка
3. Гмина Хрубешув
4. Волынь
5. Влодзимеж-Волыньски
6. Усцилуг
7. Зосин

## Известные уроженцы
- Ваврисевич, Николай Михайлович (1891—1978) — украинский педагог, писатель, журналист и общественный деятель.